# Filiberto Farci
Filiberto Farci (Seui, 24 dicembre 1882 – Cagliari, 18 febbraio 1965) è stato uno scrittore, saggista e politico italiano.

## Biografia

### Infanzia e crescita
Filiberto Farci nasce a Seui il 24 dicembre 1882 da Daniele e Maria Luigia Todde. 
Rimase a Seui fino al compimento delle scuole secondarie, si trasferisce poi a Cagliari per completare gli studi frequentando il Ginnasio liceo “Dettori”.

### Carriera universitaria
Si laurea in Giurisprudenza nel 1908, ma già durante il periodo degli studi universitari pubblica la raccolta di versi "Foglie gialle" (1902) e "Rusticane" (1903) e inizia a collaborare a “Sardegna Letteraria” diretta da Luigi Falchi e stringe rapporti d’amicizia con vari esponenti dell’ambiente culturale isolano tra cui Sebastiano Satta, Grazia Deledda e Francesco Ciusa.
Conclusi gli studi universitari entra alle dipendenze del Ministero delle Finanze a Torino che in seguito lascerà per dedicarsi all’insegnamento e si iscrive alla Facoltà di Lettere.

### Carriera giornalistica
Nel 1917 collabora con la redazione della rivista Il Popolo Sardo, il giornale del Partito Sardo d'Azione, e contribuì a dar voce in Sardegna alle prime rivendicazioni regionalistiche.
In questo primo periodo furono pubblicati la monografia dedicata a "Salvatore Farina nella letteratura di Sardegna" (1919), poi quella dedicata a "Grazia Deledda" (1920), a "Domenico Alberto Azuni giureconsulto e storico sardo del XVIII" (1920), e i saggi "Lo spirito di italianità nell’opera di Niccolò Machiavelli" (1920), "La trasfigurazione mistica di Beatrice" (1921), "Un filosofo poeta di Sardegna: Antioco Zucca" (1923).
Nel 1923 ha inizio la collaborazione a “Il Nuraghe”, la rivista cagliaritana diretta da Raimondo Carta Raspi, cui era annessa, oltre a una casa editrice anche una libreria. 
Furono poi pubblicati il saggio su "Giovanni Siotto-Pintor" (1924), i "Carteggi di Alberto Ferrero della Marmora", nonché alcune poesie e novelle tra cui "Cristolu Dejas" tratta dal romanzo, mai dato alle stampe, "L’artiglio sulla preda". Presso Lattesi, nel 1924, esce il romanzo "Edera su i ruderi" cui seguì, a puntate, sul mensile cagliaritano, “Fontana viva”, "L’aquila sulla rupe", rimasto per altro incompiuto.
A causa dei rigidi controlli esercitati dal regime fascista nelle scuole, abbandona l’attività di docente e si dedica alla narrativa per ragazzi pubblicando le opere "Sorighittu" (1935), "Racconti di Sardegna" (1939), "L’ultima tappa" (1940), e poi "Ragazzi di Barbagia" (1949). 
Terminata la guerra e caduto il regime fascista, Filiberto Farci riprende l’attività politica rivestendo la carica di segretario della sezione cagliaritana del Partito Sardo d’Azione.
Nel luglio 1948, durante i lavori, tenutisi a Cagliari, del IX Congresso del Partito, Farci aderisce con Emilio Lussu al nuovo Partito Sardo d'Azione Socialista. 
Nel 1949 si candida nel collegio di Nuoro, per le elezioni per la nomina dei 60 consiglieri che avrebbero costituito il primo Consiglio Regionale. Abbandona Lussu quando questi deciderà di sciogliere il Partito Sardo d'Azione Socialista e di aderire al Partito Socialista Italiano.
Nel 1953 lo scrittore entra a far parte dell'Alleanza Democratica Nazionale in opposizione alla cosiddetta “legge-truffa”. 
Ritiratosi a vita privata, riprende l’attività di narratore e pubblica numerose novelle su “La Nuova Sardegna”, mentre attende anche alla composizione di opere che sono rimaste inedite.

### Morte
Muore nel 1965 a Cagliari, stroncato da un infarto.

## Opere
- Rimembranze d’infanzia, “Il Minuzzolo”, I, 5, 3 aprile 1898.
- Il seguito, “Gazzetta del Popolo della Domenica”, XVIII, 21, 27 maggio 1900.
- Larve…, “Vita Cagliaritana”, I, 30, 21 ottobre 1900 (versi).
- E l’autunno trascorre…, “Vita Cagliaritana”, I, 32, 4 novembre 1900 (versi).
- Gemon le piante, “Vita Cagliaritana”, I, 33, 11 novembre 1900 (versi).
- Malìa, “La Donna Sarda”, III, 12, 25 dicembre 1900 (versi).
- Visioni…, “Vita Cagliaritana”, II, 40, 1 dicembre 1901 (versi).
- Alba nova, “Primo Maggio 1902”, Numero unico, aprile 1902 (versi).
- Su un ventaglio, “Foglie Sparse”, I, 8, 1 novembre 1902 (versi).
- Caccia grossa, “La Sardegna Letteraria”, I, 14, 10 luglio 1902 (versi).
- Foglie gialle, Cagliari, Tipografia Vita Cagliaritana, 1902.
- Rusticane, Santa Maria Capua Vetere, Tipografia Fossataro, 1903.
- Pel XX settembre: Porta Pia, “L’Unione Sarda”, Cagliari, XV, 257, 19 settembre 1903 (versi).
- Il tramonto dell’epopea rossa, “L’Unione Sarda”, Cagliari, XV, 244, 5 settembre 1903.
- Schizzo vendemmiale, “Il Mazziere”, I, 8, 1 ottobre 1904 (versi).
- Marina, “La Domenica del Corriere”, VI, 42, 16 ottobre 1904 (versi).
- La canzone d’Arquerì, “Il Mazziere”, I, 12, 29 ottobre 1904 (versi).
- Inverno in montagna, “Il Mazziere”, II, 9, 1 marzo 1905.
- Canti di Barbagia, “Il Mazziere”, II,12, 22 marzo 1905 (versi).
- A frusto a frusto, “Il Paese”, I, 245, 6 settembre 1905.
- Notte di gelo (I), “Avanti della Domenica”, V, 9, 3 marzo 1907.
- Notte di gelo (II), “Avanti della Domenica”, V, 10, 10 marzo 1907.
- Calendimaggio barbaricino, canzone libera, Cagliari, Tipografia G. Montorsi, 1910.
- Nella rievocazione dell’epopea dei Mille, Cagliari, Tipografia G. Montorsi, 1910.
- Rapsodie icnusie, “Il Mazziere”, 9, 30 marzo 1911 (versi).
- Pitture di caccia grossa, “Il Mazziere”, 12, 20 aprile 1911 (versi).
- Via tra i campi, “Il Mazziere”, 13, 27 aprile 1911 (versi).
- L’eremo di Gersadili, “Il Mazziere”, 21, 13 luglio 1911(versi).
- Tra i vortici del nembo, “L’Unione Sarda”, Cagliari, XXV, 49, 18-19 febbraio 1913.
- La tragica visione, “Il Mazziere”, XXV, 61, 23 marzo 1913.
- Rinascenza d’anime (I), “Il Mazziere”, XXV, 77, 19-20 marzo 1913.
- Rinascenza d’anime (II), “Il Mazziere”, XXV, 78, 20-21 marzo 1913.
- L’avvenire della Barbagia in rapporto all’emigrazione (I), “Il Maglio”, I, 12, 3 aprile 1913.
- L’avvenire della Barbagia in rapporto all’emigrazione (II), “Il Maglio”, I, 13, 10 aprile 1913.
- In memoria di Sebastiano Satta. Il poeta di Barbagia, “L’Unione Sarda”, Cagliari, XXVI, 341 , 7 dicembre 1914.
- Il pensiero nazionalista in Niccolò Machiavelli (I), “Il Maglio”, II, 2, 10 maggio 1914.
- Il pensiero nazionalista in Niccolò Machiavelli (II), “Il Maglio”, II, 3, 17 maggio 1914.
- Il pensiero nazionalista in Niccolò Machiavelli (III), “Il Maglio”, II, 4, 24 maggio 1914.
- In memoria di Sebastiano Satta, “L’Unione Sarda”, Cagliari, XXVI, 341, 7 dicembre 1914.
- Il cimitero selvaggio (I), “L’Unione Sarda”, Cagliari, XXVI, 341, 7 dicembre 1914.
- Il cimitero selvaggio (II), “L’Unione Sarda”, Cagliari, XXVI, 358, 24 dicembre 1914.
- Il sacro olocausto, “Il Giornale d’Italia”, XV, 337, 5 dicembre 1915 (versi).
- Per un artista scomparso, “L’Unione Sarda”, Cagliari, XXVIII, 200, 18 luglio 1916.
- Sardegna!…, “Popolo Sardo”, I, 1, 30 dicembre 1917.
- La Diana, “Anima Sarda”, Numero unico, 1917 (versi).
- Il sacro olocausto, “Anima Sarda”, Numero unico, 1917 (versi).
- Ore rosse d’Orgosolo, Cagliari, Stabilimento Industria Tipografica, 1917.
- Il calcio dell’asino, “Popolo Sardo”, II, 2, 13 gennaio 1918.
- Omelie, “Popolo Sardo”, II, 3, 27 gennaio 1918.
- Le concessioni minerarie in Sardegna, “Popolo Sardo”, II, 7, 10 marzo 1918.
- Il capitano Giuseppe Collu, caduto per la patria, “Il Giornale d’Italia”, XVIII, 65, 6 marzo 1918.
- Omelie, “Popolo Sardo”, II, 7, 10 marzo 1918.
- Omelie, “Popolo Sardo”, II, 8, 17 marzo 1918.
- Semplice, ma chiaro, “Popolo Sardo”, II, 9, 24 marzo 1918.
- Omelie, “Popolo Sardo”, II, 9, 24 marzo 1918.
- Omelie, “Popolo Sardo”, II, 10, 7 aprile 1918.
- Omelie, “Popolo Sardo”, II, 11, 21 aprile 1918.
- Omelie, “Popolo Sardo”, II, 12, 28 aprile 1918.
- Omelie, “Popolo Sardo”, II, 13, 5 maggio 1918.
- Omelie, “Popolo Sardo”, II, 14, 12 maggio 1918.
- Giuseppe Corrias, “Popolo Sardo”, II, 15, 26 maggio 1918.
- Omelie, “Popolo Sardo”, II, 15, 26 maggio 1918.
- Omelie, “Popolo Sardo”, II, 16, 2 giugno 1918.
- L’Unione Sarda, “Popolo Sardo”, II, 17, 9 giugno 1918.
- Omelie, “Popolo Sardo”, II, 17, 9 giugno 1918.
- La cornacchia strilla, “Popolo Sardo”, II, 17, 9 giugno 1918.
- Per l’autonomia, “Popolo Sardo”, II, 17, 9 giugno 1918.
- Omelie, “Popolo Sardo”, II, 18, 30 giugno 1918.
- Noi e …quelli, “Popolo Sardo”, II, 18, 30 giugno 1918.
- Inettitudine e perversità, “Popolo Sardo”, II, 23, 18 agosto 1918.
- La congiura del silenzio, “Popolo Sardo”, II, 27, 22 settembre 1918.
- Rara avis, “Popolo Sardo”, II, 28, 29 settembre 1918.
- Ai lettori, “Popolo Sardo”, II, 29, 17 ottobre 1918.
- Nel dì dei morti, “Popolo Sardo”, II, 31, 3 novembre 1918.
- La seppia …, “Popolo Sardo”, II, 32, 17 novembre 1918.
- Quel che occorre per organizzare il paese, “Popolo Sardo”, II, 33, 24 novembre 1918.
- Il momento, “Popolo Sardo”, II, 34, 15 dicembre 1918.
- Il momento, “Popolo Sardo”, II, 35, 25 dicembre 1918.
- La tagliola…, “Popolo Sardo”, II, 35, 25 dicembre 1918.
- Avvisaglie elettorali. Lotta di idee sulla prossima campagna, “Il Risveglio dell’Isola”, VIII, 18, 18 gennaio 1919.
- Verso nuove battaglie, “Popolo Sardo”, III, 1, 19 gennaio 1919.
- Lenin e i suoi epigoni, “Popolo Sardo”, III, 2, 26 gennaio 1919.
- Salvatore Farina nella letteratura, “Popolo Sardo”, III, 3, 2 febbraio 1919.
- Doppio taglio, “Popolo Sardo”, III, 3, 2 febbraio 1919.
- Salvatore Farina nella letteratura di Sardegna, “Popolo Sardo”, III, 5, 2 marzo 1919.
- Agli onesti, “Popolo Sardo”, III, 5, 2 marzo 1919.
- Salvatore Farina nella letteratura di Sardegna, “Popolo Sardo”, III, 7, 20 marzo 1919.
- Salvatore Farina nella letteratura di Sardegna, “Popolo Sardo”, III, 9, 8 aprile 1919.
- La palingenesi di Carmine, “Popolo Sardo”, III, 9, 8 aprile 1919.
- Sempre attorno all’appello di Paolo Orano, “L’Unione Sarda”, Cagliari, XXXI, 108-127, 20 aprile-8 maggio 1919.
- Apriamo le finestre!, “Popolo Sardo”, III, 11, 7 aprile 1919.
- Come Paolo Orano ha denigrato la Sardegna, “Popolo Sardo”, III, 11, 27 aprile 1919.
- Gabriele D’Annunzio per la Sardegna, “Popolo Sardo”, III, 12, 11 maggio 1919.
- Di punta e di taglio, “Popolo Sardo”, III, 12, 11 maggio 1919.
- Atto di fede, “Popolo Sardo”, III, numero unico, 10 agosto 1919.
- Di punta e di taglio, “Popolo Sardo”, III, numero unico, 10 agosto 1919.
- Di punta e di taglio, “Popolo Sardo”, III, 14, 14 agosto 1919.
- Senza titolo, “Popolo Sardo”, III, 15, 17 agosto 1919.
- Di punta e di taglio, “Popolo Sardo”, III, 16, 21 agosto 1919.
- Di punta e di taglio, “Popolo Sardo”, III, 18, 28 agosto 1919.
- Feudalesimo, “Popolo Sardo”, III, 19, 31 agosto 1919.
- Grottesco solo…?, “Popolo Sardo”, III, 20, 4 settembre 1919.
- Di punta e di taglio, “Popolo Sardo”, III, 20, 4 settembre 1919.
- Una sfida raccolta, “Popolo Sardo”, III, 20, 4 settembre 1919.
- Commento all’articolo “L’iniziativa sarda” di Paolo Orano, “Popolo Sardo”, III, 20 bis, 14 settembre 1919.
- Paolo Orano, “Popolo Sardo”, III, 20 bis, 14 settembre 1919.
- Perfidia, “Popolo Sardo”, III, 20 bis, 14 settembre 1919.
- Il processo di Paolo Orano, “Popolo Sardo”, III, 20 bis, 14 settembre 1919.
- Il fallimento politico di Ferruccio Sorcinelli, “Popolo Sardo”, III, 25, 21 settembre 1919.
- Di punta e di taglio, “Popolo Sardo”, III, 26, 28 settembre 1919.
- Di punta e di taglio, “Popolo Sardo”, III, 27, 5 ottobre 1919.
- Presentazione dell’articolo “La Sardegna e il malinteso sardo” di Paolo Orano, “Popolo Sardo”, III, 27, 5 ottobre 1919.
- Come Paolo Orano ha denigrato la Sardegna, “Popolo Sardo”, III, 27, 5 ottobre 1919.
- L’insidia delle elezioni, “Popolo Sardo”, III, 28, 12 ottobre 1919.
- Il colmo dell’imprudenza, “Popolo Sardo”, III, 28, 12 ottobre 1919.
- Malinconie intellettuali, “Popolo Sardo”, III, 29, 21 ottobre 1919.
- Di punta e di taglio, “Popolo Sardo”, III, 29, 21 ottobre 1919.
- Salvatore Farina nella letteratura di Sardegna, Cagliari, Unione Editrice Sarda, 1919.
- Ardore di maggio, “Rivista Sarda”, I, 8-12, dicembre 1919.
- Dal “canto augurale”, “A Bustianu”, Numero unico, gennaio 1920 (versi).
- Il demone in agguato, “Rivista Sarda”, I, 1, 1 luglio 1920.
- Lo spirito d’italianità nell’opera di Nicolò Machiavelli, Cagliari, Società Tipografica Sarda, 1920.
- Domenico Alberto Azuni giureconsulto e storico sardo del secolo XVIII, Cagliari, Editrice “Sardissima”, 1920.
- Domenico Alberto Azuni, giureconsulto e storico sardo del secolo XVIII, “ Sardissima”, I, 1, 1 luglio 1920.
- La trasformazione mistica di Beatrice, Cagliari, Società Tipografica Sarda, 1921.
- Caccia grossa, “Sardegna Nova”, I, 2, giugno 1922 (versi).
- Rinascita sarda. Dedicato al nano rosso, “L’Unione Sarda”, Cagliari, XXXIV, 168, 16 luglio 1922.
- Rinascita spirituale, “L’Unione Sarda”, Cagliari, XXXV, 131, 5 giugno 1923.
- Un filosofo sereno, “La Ragione”, 30 giugno 1923.
- Un filosofo poeta di Sardegna: Antioco Zucca, Cagliari, Società Tipografica Sarda, 1923.
- Rosa fresca aulentissima, Cagliari, Società tipografica sarda, 1923.
- Piccola Olì lontana, “Il Nuraghe”, I, 4, 15 maggio 1923.
- Pitture di caccia grossa, “Il Nuraghe”, II, 13, 15 febbraio-15 marzo 1924 (versi).
- Edera su i ruderi, Torino-Genova, S. Lattes e C. Editori, 1924.
- G. Siotto Pintor profilo di Filiberto Farci, in AA. VV., Collezione Uomini illustri di Sardegna, Cagliari, Il Nuraghe, 1924.
- Cagliari arde, “Il Giornale d’Italia”, 23 ottobre 1924.
- Il fascino di Mirella, “L’Unione Sarda”, Cagliari, XXXVI, 157, 26 ottobre 1924.
- Sebastiano Satta, “L’Unione Sarda”, Cagliari, 282, 28 novembre 1924.
- Mostra d’arte sarda (I), “Il Giornale d’Italia”, 15 maggio 1925.
- Mostra d’arte sarda (II), “Il Giornale d’Italia”, 20 maggio 1925.
- Artisti sardi, “Il Nuraghe”, III, 28, 15 maggio-15 giugno 1925.
- Codice dantesco, “Il Giornale d’Italia”, 20 agosto 1925.
- Confidenze di Filiberto Farci, “Confidenze”, 1925.
- La vena inaridita (I), “Il Nuraghe”, III, 29, 15 giugno 1925.
- La vena inaridita (II), “Il Nuraghe”, III, 30, 15 agosto 1925.
- Carteggi di Alberto Ferrero della Marmora, Cagliari, Società Editoriale Italiana, 1926.
- Passeggiate cagliaritane, “Fontana Viva”, I, maggio 1926.
- Nostalgia di costumi sardi, “Fontana Viva”, I, ottobre 1926.
- Grazia Deledda, “Fontana Viva”, II, ottobre-dicembre 1927.
- L’aquila sulla rupe (I), “Fontana viva”, II, aprile 1927.
- L’aquila sulla rupe (II), “Fontana viva”, II, maggio 1927.
- L’aquila sulla rupe (III), “Fontana viva”, II, giugno 1927.
- L’aquila sulla rupe (IV), “Fontana viva”, II, luglio 1927.
- L’aquila sulla rupe (V), “Fontana viva”, II, agosto 1927.
- L’aquila sulla rupe (VI), “Fontana viva”, II, settembre 1927.
- L’aquila sulla rupe (VII), “Fontana viva”, II, ottobre-dicembre 1927.
- L’aquila sulla rupe (VIII), “Fontana viva”, III, gennaio 1928.
- L’aquila sulla rupe (IX), “Fontana viva”, III, febbraio-marzo 1928.
- La casa paterna, “Fontana viva”, V, 56, settembre-ottobre 1928.
- Cristolu Dejas, “Fontana viva”, V, 56, settembre-ottobre 1928.
- La ninna nanna di Jolao, Cagliari, Tipografia G. Ledda, 1930.
- Una pagina inedita di Sorighittu, “La Lampada”, II, 5-6, dicembre 1934.
- Sorighittu, Torino, Società Editrice Internazionale, 1935.
- Il matrimonio del forestiero, “Vita Poesia di Sardegna”, ottobre 1937.
- Il figlio di Napoleone, “Il Nuovo Giornale”, XXXI, 166, 14 luglio 1937.
- Il re del Risorgimento, “Il Lavoro Fascista”, XVIII, 17 dicembre 1939.
- Uno studio sul teatro dialettale sardo, “Il Giornale d’Italia”, 8 marzo 1939.
- Racconti di Sardegna, Torino, Società Editrice Internazionale, 1939.
- Prefazione alla commedia in dialetto campidanese “Bellu schesc’’e dottori!” di Emanuele Pili, Varese, S. A. La tipografia Varese, 1939.
- L'ultima tappa,Torino, Società Editrice Internazionale, 1940.
- Conosci te stesso, “L’Unione Sarda”, Cagliari, LVI, 280, 23 novembre 1944.
- L’antesignano dell’autonomia, “Il Solco”, I, 5, 18 marzo 1945.
- Egidio Pilia, “Il Shardana”, II, 7/8, luglio-agosto 1947.
- Una lettera del vice intendente, “Il Lavoratore tributario”, 15 ottobre 1947.
- Il sentiero tra i rovi, Torino, Società Editrice Internazionale, 1949.
- Ragazzi di Barbagia, Milano, Editrice Ceschina, 1949.
- Rapsodia nuragica, “La Nuova Sardegna”, LXIII, 35, 10 febbraio 1953.
- Francesco Ciusa, “La Nuova Sardegna”, LXIII, 49, 26 febbraio 1953.
- Vincenzo Ulargiu. Figura della Sardegna, “La Nuova Sardegna”, LXIII, 79, 2 aprile 1953.
- Giuseppe Ardau e il Popolo Sardo, “La Nuova Sardegna”, LXIII, 245, 17 ottobre 1953.
- Umanità di Michele Saba, “La Nuova Sardegna”, LXVII, 145, 15 ottobre 1957.
- La bella osilese dell’albergo “Giappone”, “La Nuova Sardegna”, LXVIII, 13 luglio 1958.
- Danza sotto gli elci, “La Nuova Sardegna”, LXVIII, 250, 21 ottobre 1958.
- La ragazza di Rosello, “La Nuova Sardegna”, LXVIII, 296, 13 dicembre 1958.
- Le fiabe d’oro, “La Nuova Sardegna”, LXIX, 25 gennaio 1959.
- I boscaioli toscani, “La Nuova Sardegna”, LXIX, 17 aprile 1959.
- Le vie del Signore, “La Nuova Sardegna”, LXIX, 138, 11 giugno 1959.
- Il diavolo nel bosco, “La Nuova Sardegna”, LXX, 6 gennaio 1960.
- Il bel gaudente della Baronia, “La Nuova Sardegna”, LXX, 19 marzo 1960.
- Tempo di raganelle, “La Nuova Sardegna”, LXX, 93, 17 aprile 1960.
- La volpe nel pollaio, “La Nuova Sardegna”, LXX, 124, 24 maggio 1960.
- Ardore di luglio, “La Nuova Sardegna”, LXX, 10 luglio 1960.
- Gli Austriaci, “La Nuova Sardegna”, LXX, 2 agosto 1960.
- Il congresso in montagna, “La Nuova Sardegna”, LXXII, 24, 26 gennaio 1962.
- Il mio cane Stelì, “La Nuova Sardegna”, LXXII, 71, 24 marzo 1962.
- Caccia proibita, “La Nuova Sardegna”, LXXII, 96, 22 aprile 1962.
- Uccelli di bosco, “La Nuova Sardegna”, LXXII, 151, 30 giugno 1962.
- La ragazza del bastione, “La Nuova Sardegna”, LXXV, 9-10 febbraio 1965.
- Notte di fine d’anno, “La Nuova Sardegna”, LXXVI, 2-3 marzo 1966.
- Racconti di Sardegna, a cura di A. Carta con prefazione di N. Tanda, Sassari, Edes, 2003.
- Sole, “Nae”, III, 8, 2004.
- Gioele Flores e altri racconti, a cura di T. Loddo e A Carta, Domus de Janas, Selargius 2010.